# Ленина (Дубовский район)
Ле́нина — хутор в Дубовском районе Ростовской области.
Входит в состав Семичанского сельского поселения.

## Население
| 2002 |
| ---- |
| 63   |

| 1989 | 2002 | 2010 |
| ---- | ---- | ---- |
| 153  | ↘63  | ↘42  |

## Улицы
На хуторе имеются две улицы: Животноводческая и Ленинская.